# Smuggler Cove Marine Park
Smuggler Cove Marine Park är en park i Kanada.   Den ligger i Sunshine Coast Regional District och provinsen British Columbia, i den sydvästra delen av landet, 3 600 km väster om huvudstaden Ottawa. Smuggler Cove Marine Park ligger 39 meter över havet.
Terrängen runt Smuggler Cove Marine Park är platt åt sydväst, men åt nordost är den kuperad. Havet är nära Smuggler Cove Marine Park åt sydväst. Trakten är glest befolkad. Närmaste större samhälle är Sechelt, 15,1 km öster om Smuggler Cove Marine Park. 